# Сьокоцу (річка)
Річка Сьокоцу (яп. 渚滑川, сьокоцу ґава) — річка в Японії на острові Хоккайдо, що протікає по території округу Охотськ і впадає в Охотське море. За японською класифікацією належить до річок першого класу і є головною артерією однойменної річкової системи.

## Походження назви
Теперішнє написання назви ніяк не пов'язане з первинним значенням. Назва походить з айнської мови (ソー・コッ — соо-коцу), що означає впадина, яку вирив водоспад, і вказує на те, що в бурхливих верхів'ях річки є велика кількість водоспадів. 

## Географія
Джерело річки розташоване в повіті Момбецу на південний захід від містечка Такіноуе, на південному схилі гори Тесіо, звідки вона тече на північний схід. На околиці містечка Такіноуе утворює стрімку річкову долину під назвою Такіноуекейкоку (яп. 滝上溪谷). Біля міста Момбецу впадає в Охотське море. 